# نور الدين الهاني
نور الدين الهاني، ولد في أكتوبر 1954، رسام تونسي. 

## تكوينه
أحرز على دبلوم انتهاء الدروس بالمعهد التكنولوجي للفن والهندسة المعمارية والتعمير بتونس عام 1977، والتحق للتدريس بنفس المعهد منذ عام 1978، وفي عام 1980 ناقش أطروحة الدكتوراه بجامعة السوربون باريس1 في الجماليات والفنون التشكيلية. وأقام في السنة 1981-1982 بمدينة الفنون بباريس.

## معارضه
- 1979 معرض شخصي بقاعة ارتسام- تونس
- 1983 معرض شخصي بقاعة مرسى القنطاوي- سوسة
- 1983 معرض مع الرسامة المغربية شعايبية- تونس
- كما شارك في عدد من المعارض الشخصية التي انتظمت بتونس وبالخارج: المغرب وفرنسا.

1. ↑   http://repertoire-artistestunisiens.com/noureddine-el-hani/. {{استشهاد ويب}}: |url= بحاجة لعنوان (مساعدة) والوسيط |title= غير موجود أو فارغ (من ويكي بيانات) (مساعدة)